# Megacyllene abnormis
Megacyllene abnormis es una especie de escarabajo longicornio del género Megacyllene, tribu Clytini, subfamilia Cerambycinae. Fue descrita científicamente por Aurivillius en 1920.

## Descripción
Mide 14 milímetros de longitud.

## Distribución
Se distribuye por Bolivia.